# Fuller Building
Fuller Building är en skyskrapa som ligger vid 57th Street och Madison Avenue på Manhattan i New York, New York i USA. Sedan 1999 ägs den av real estate investment trusten Vornado Realty Trust.
Byggnaden uppfördes mellan 1928 och 1929. Den är 150 meter hög och har 40 våningar.